# Europese kampioenschappen judo 1954
De Europese kampioenschappen judo 1954 werden op 10 en 11 december 1954 gehouden in Brussel, België. 

## Resultaten
| Onderdeel | Goud            | Zilver           | Brons                                  |
| --------- | --------------- | ---------------- | -------------------------------------- |
| 1e dan    | Daniel Outelet  | Gilbert Briskine | Enrique Aparicio André Colonges        |
| 2e dan    | Michel Dupré    | Douglas Young    | Richard Unterburger Piet van der Geest |
| 3e dan    | Bernard Pariset | Lucien Colonges  | Jan van der Horst Alfred Grabert       |
| Open      | Anton Geesink   | Henri Courtine   | Guy Cauquil Nicola Tempesta            |

## Medailleklassement
| Plaats | Land                     | Goud | Zilver | Brons | Totaal |
| 1      | Frankrijk                | 2    | 3      | 2     | 6      |
| 2      | Nederland                | 1    | 0      | 2     | 3      |
| 3      | België                   | 1    | 0      | 0     | 1      |
| 4      | Verenigd Koninkrijk      | 0    | 1      | 1     | 2      |
| 5      | Bondsrepubliek Duitsland | 0    | 0      | 1     | 1      |
| 5      | Italië                   | 0    | 0      | 1     | 1      |
| 5      | Spanje                   | 0    | 0      | 1     | 1      |
| Totaal | Totaal                   | 4    | 4      | 8     | 16     |